# Lords of Chaos
Lords of Chaos est un jeu vidéo de tactique au tour par tour développé par Mythos Games et publié par Blade Software sur Amstrad CPC, Commodore 64 et ZX Spectrum en 1990, puis porté sur Amiga et Atari ST en 1991. Le jeu fait suite à Chaos (1984). Il se déroule dans un univers médiéval-fantastique dans lequel le joueur contrôle un sorcier qui peut notamment lancer des sorts et invoquer des créatures, qui sont ensuite contrôlées directement par le joueur. Au fur et à mesure des scénarios du jeu, le joueur gagne de l'expérience qui lui permet d'améliorer son sorcier.

## Accueil
| Lords of Chaos |      |       |
| Média          | Pays | Notes |
| ACE            | GB   | 85 %  |
| Amiga Action   | GB   | 79 %  |
| Amiga Power    | GB   | 66 %  |
| Crash          | GB   | 80 %  |
| CU Amiga       | GB   | 74 %  |
| Joystick       | FR   | 50 %  |
| Zzap!64        | GB   | 91 %  |